# 薬師沼親水公園
薬師沼親水公園（やくしぬましんすいこうえん）は埼玉県春日部市に所在する春日部市が設置、管理・運営する公園である。

## 概要
この薬師沼親水公園は古くより所在していた「薬師沼」を囲うように整備され、1986年（昭和61年）3月に薬師沼憩いの家と併せ落成、開園した公園である。建設の際に薬師沼の水面がやや縮小整備されている。園内には薬師沼を周回できる園路がある。薬師沼のほとりには釣り場が設けられており、釣りを行うことが可能であるが、ギャング（ひっかけ）や投網などの使用は禁止されている。この他、憩いの家（入浴施設や広間、娯楽室など）やコンビネーション遊具、欅や桜が置かれ、沼では睡蓮が植生している。公園の面積は約16,529㎡となっている。

## 施設
- 駐車場
- 駐輪場
- 薬師沼
  - 釣り場
  - 睡蓮
  - 橋
- 植栽
  - 欅
  - 桜
  - 棕櫚
  - メタセコイア
  - 松
- 時計
- ベンチ
- トイレ
- 水道
- 街灯
- 標柱
- 公衆電話

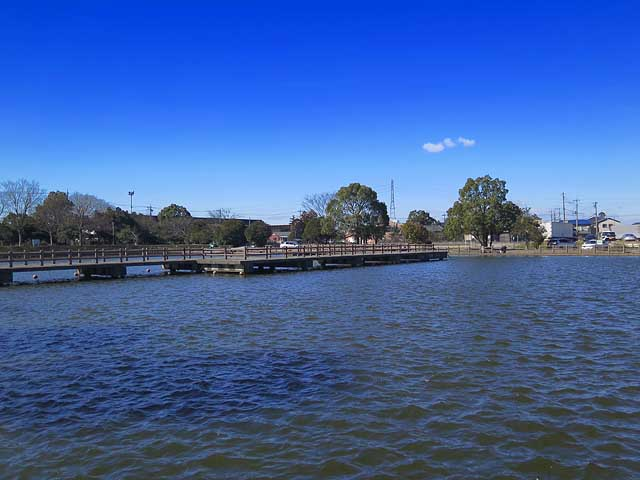
薬師沼（2015年2月）

- 遊歩道（園路） - 沼を一周するように整備されている。
- つばきの森
- アスレチック広場（コンビネーション遊具）
- 花見広場
- バーゴラ
- ゲートボール広場
- 憩いの家

## 所在地
- 〒344-0015
- 埼玉県春日部市赤沼482番地1[4]

## 交通
- 春日部駅東口より朝日バス・「豊野工業団地行き」に乗車、「豊野入口」にて下車・徒歩約8分。
- 武里駅より東北東方へ徒歩にて約54分。（距離約2.2 km）[5]

以前はコミュニティバス「春バス」も利用できたが、2024年1月3日限りで廃止された（詳細は当該項目を参照）。参考として以下に記す。
- 武里駅東口より、コミュニティバス「春バス」（朝日バス）「赤沼循環」に乗車、「薬師沼親水公園」にて下車すぐ。（月曜・水曜・金曜のみ運行）

## 周辺
- 薬師沼
- 埼玉県道10号春日部松伏線
- 国道4号越谷春日部バイパス
- 第一公園
- 大落古利根川